# Günther Höller
Günther Höller (* 30. April 1937; † 26. Dezember 2016) war ein deutscher Blockflötist und Hochschullehrer.
Höller studierte bei Gustav Scheck an der Hochschule für Musik Freiburg. Von 1964 bis 1972 war er Lehrer an der Rheinischen Musikschule in Köln. 1972 wurde er als Professor an die Musikhochschule Köln berufen. Er spielte zusammen mit den Deutschen Barocksolisten, der Cappella Coloniensis und dem Collegium Aureum.
Günther Höller lehrte das Blockflötenspiel, das Spiel auf der Traversflöte sowie
die Interpretationsweise der sog. „Alten Musik“. Dabei stand die zeitgenössische
„moderne“ Musik für Blockflöte durchaus nicht im Abseits. Zahlreiche Konzerte haben die Musikfreunde fasziniert und begeistert. Seine Meisterkurse waren legendär
und haben Generationen von Blockflötenspielern inspiriert und internationale Beachtung gefunden.  